# Ramon Estevez
Ramon Luis Estevez (New York, 7 augustus 1963), soms vernoemd als Ramon Sheen, is een Amerikaans acteur en regisseur die de leiding heeft in Estevez Sheen Productions. Hij is vernoemd naar zijn vader Martin Sheen.

## Jeugdjaren
Ramon Estevez is de tweede van de vier kinderen van Martin Sheen en Janet Templeton. Hij heeft twee broers, Emilio Estevez en Charlie Sheen en een zus, Renée Estevez. De naam Estevez komt van zijn Spaanse grootvader.

## Carrière
Sinds 2012, is Estevez co-producer van Anger Management.

## Filmografie

### Film
- The Dead Zone (1983)
- That Was Then... This Is Now (1985)
- A State of Emergency (1986)
- Turnaround (1987)
- Fall of the Eagles (1989)
- Beverly Hills Brats (1989)
- Esmeralda Bay (1989)
- A Man of Passion (1989)
- Cadence (1990)
- Alligator II: The Mutation (1991)
- Sandman (1993)
- The Expert (1995)
- Shadow Conspiracy (1997)

### Televisie
- In the Custody of Strangers (1982)
- The Fourth Wise Man (1985)
- Jesse Hawkes (1 aflevering, 1989)
- Zorro (2 afleveringen, 1990–1991)
- Revealed with Jules Asner (1 aflevering, 2002)
- The West Wing (1 aflevering, 2003)
- The Dame Edna Treatment (1 aflevering, 2007)
- Anger Management (televisieserie) (Co-Producent met Charlie Sheen, 2012)

- Biblioteca Nacional de España: XX1550082
- Bibliothèque nationale de France: cb14024873h (data)
- International Standard Name Identifier: 0000 0000 7824 6255
- Virtual International Authority File: 32196839
- WorldCat: E39PBJbRfGxGxp8JW68pvPxJjC